# Jason Furman
Jason Furman, né le 18 août 1970 à New York, est le président du Council of Economic Advisers du 2 août 2013 au 20 janvier 2017.

## Biographie
Né et élevé à New York, Jason Furman est issu d'une famille de la bourgeoisie juive new-yorkaise. Il est le fils d'un agent immobilier et d'une psychologue et pédiatre. Son frère est juge à la cour pénale du district sud de New York. 
À partir de 1992, Jason Furman étudie à l'université Harvard, où son colocataire est l'acteur Matt Damon. Il étudie ensuite durant son master à la London School of Economics. Il retourne ensuite à Harvard, où il reçoit un master en affaires publiques en 1995, et un doctorat en économie en 2004.